# Кая (ім'я)
Кая (англ. Kaja) — ім'я чи прізвище.
Ім'я Кая також має кілька похідних коренів. У польській мові Kaja — це ім'я жіночого роду, яке є зменшувальною формою від Кароліна, похідне від Карла . Kája — це чеське одностатеве ім’я, яке є зменшеною формою Кароліни, Карли та Карела, також похідних від Карла . У словенській мові Kaja часто є зменшеною формою Kajetana, Karla та Katarina, імен, що походять від Caietanus ( Cajetan ), Karl та Aikaterine відповідно . Це також датське, фінське, німецьке, норвезьке та шведське жіноче ім’я, яке є зменшувальною формою від Катерина, Карен і Катрін, а також альтернативною формою Кайя (Kaia), усі походять від Aikaterine . Естонською мовою Kaja є формою від Katariina , але воно також означає «відлуння, луна»  .
Кая — один із варіантів імені Катаріна, яке спочатку походить від грецького імені Хайкатеріна (Haikaterine) неясного значення. Згідно з одним тлумаченням, назва походить від грецького слова hekateros, що означає «кожен з обох». Згідно з іншою теорією, назва походить від грецького слова katharos (чистота). Згадується також як похідне від імені богині смерті та чаклунства Гекати (Hekate) .
Видатні люди з цим іменем чи прізвищем:

## Ім'я
- Kaja Draksler (нар. 1987), Словенський pianist and composer
- Kaja Eržen (нар. 1994), Словенський футболіст
- Kaja Foglio (нар. 1970), Американський письменник, художник, видавець
- Kaja Grobelna (нар. 1995), Belgian volleyball player of Polish origin
- Kaja Gunnufsen (нар. 1989), Норвезький співак
- Kaja Jerina (нар. 1992), Словенський футболіст
- Kaja Kajzer (нар. 2000), Словенська judoka
- Кая Каллас (нар. 1977), Естонська політична діячка
- Kaja Korošec (нар. 2001), Словенський футболіст
- Kaja Kreisman (нар. 1968), Естонський політик
- Kaja Juvan (нар. 2000), Словенський тенісист
- Kaja Martin, Американський actor, comedian, writer, director, and film producer
- Kaja Norbye (нар. 1999), Норвезький alpine skier
- Kaja Norum (нар. 1989), Норвезький model and figurativist painter
- Kaja Rogulj (нар. 1986), Croatian футболіст
- Kája Saudek (1935–2015), Czech comics illustrator and graphic artist
- Kaja Silverman (нар. 1947), Американський art historian and critical theorist
- Кая Скжек (нар. 1998), Польська стрибунка у воду
- Kaja Tael (нар. 1960), Естонський philologist, translator, and diplomat
- Kaja Verdnik (нар. 1999), Словенський snowboarder
- Kaja Ziomek (нар. 1997), Polish speed skater

## Прізвище
- Демаск Каджа (помер 1327 р.), представник роду Чобанідів
- Еглі Каджа (нар. 1997), албанський футболіст
- Ервіс Кая (нар. 1987), албанський футболіст
- Флоріна Каджа (нар. 1982), американська телеведуча реаліті-шоу
- Ян Кая (нар. 1957), польський художник
- Ришард Кая (1962–2019), польський художник, сценограф, художник по костюмах